# Eudocima dividens
Eudocima dividens là một loài bướm đêm trong họ Erebidae.